# Giuseppe Macchiavelli
Giuseppe Macchiavelli (Genova, 14 febbraio 1922 – Genova, 3 aprile 1988) è stato un politico italiano.